# Northern Bahr el Ghazal
Northern Bahr el Ghazal (arabisk: ولاية شمال بحر الغزال) er en delstat i Sydsudan. Den har et areal på 30.543 km 2 og er en del af regionen Bahr el Ghazal. Den grænser op til Østdarfur i Sudan mod nord, Western Bahr el Ghazal" mod vest og syd og Warrap og den omstridte region Abyei mod øst. Byen Aweil er delstatens hovedstad.

## Historie
På grund af nærheden til Kordofan og tilstedeværelsen af en jernbanelinje gennem den til Wau, led delstaten omfattende under borgerkrigen i det sydlige Sudan i 1983-2005. Nordlige Bahr al Ghazal og de tilstødende dele af det vestlige Kordofan mod nord var blandt de mest politisk følsomme regioner i Sudan. Missriya-arabere fra Kordofan har haft kontakt med Dinka i denne region i lang tid. Mens forholdet under kolonitiden stort set var fredelige, øgede krigen en stigning i fjendtlighederne. Regeringens støtte til Missriya gav dem en klar fordel i forhold til lokale Dinka-grupper, og plyndringer foretaget af murahileen-militser (og andre regeringsstøttede grupper, herunder nogle Dinka-militser) resulterede i betydelige tab af menneskeliv, bortførelser og plyndring af Dinka-landsbyer. Mange af disse angreb faldt sammen med regeringens brug af tog til og fra Kordofan til Wau.
Ifølge regeringsstatistikker havde delstaten, med 76 %, den højeste fattigdomsrate af de 10 delstater i Sydsudan.
I oktober 2015 opdelte præsident Salva Kiir de oprindelige ti delstater i Sydsudan i 28 stater. Den nordlige del af Bahr el Ghazal blev opdelt i de nye stater Aweil, Aweil Øst og en del af Lol.
Den 22. januar 2020 blev den nordlige del af Bahr el Ghazal, sammen med resten af de oprindelige ti delstater i Sydsudan, genetableret ved indgåelsen af den fredsaftale, der afsluttede den sydsudanesiske borgerkrig. Tong Aken Ngor, der var udnævnt af præsident Kiir til guvernør i Aweil-staten i 2019, blev efter delstatens genetablering indsat som guvernør i det nordlige Bahr el Ghazal.

## Geografi
Northern Bahr el Ghazal dækker størstedelen af en region, der er karakteriseret af græssletter og tropisk savanne, der udgør omkring 33.559 km2, og som strækker sig udad til de nærliggende Western Bahr el Ghazal og Warrap.
Lolfloden, som krydser delstaten, er en biflod til Bahr al-Arab, der løber nedstrøms fra Unity, skærer vestpå gennem Warrap og det nordlige Bahr el Ghazal og ender i det vestlige Bahr el Ghazal.

### Farer
Årlige oversvømmelser er almindelige i hele Northern Bahr el Ghazal og påvirker boligområder. I 2008 fordrev en oversvømmelse i Aweil South County 40.000 mennesker. I 2010 blev tusindvis af mennesker hårdt ramt af oversvømmelser, der ødelagde en 70 % afgrøder og husdyr i Aweil South- og Aweil West amterne; i Aweil blev omkring 60% ødelagt.

## Administration
Northern Bahr el Ghazal er, ligesom andre delstater i Sydsudan, opdelt i amter; der er fem amter, der ledes af en amtskommissær, som beskrevet nedenfor:
| Amt           | Areal ( km² ) | Befolkning Folketælling 2008 | Amtshovedkvarter |
| ------------- | ------------- | ---------------------------- | ---------------- |
| Aweil North   | 6.376,53      | 129.127                      | Gok Machar       |
| Aweil Øst     | 6.172,23      | 309.921                      | Wanyjok          |
| Aweil Syd     | 1.786,95      | 73.806                       | Malek Alel       |
| Aweil West    | 5.030,22      | 166.217                      | Nyamlell         |
| Aweil Central | 11.177,40     | 41.827                       | Aweil            |

I 2009 var transportmulighederne i Northern Bahr el Ghazal blevet betydeligt forbedret. I 2007 begyndte genopbygningen af veje og broer. Alle amtsbyer i hele deelstaten, på nær Aroyo, der dengang var hovedstad i Aweil Center County, var forbundet af veje til al slags vejr. I 2019 annoncerede FN 's fødevare- og landbrugsorganisation et projekt til udvikling af multifunktionel vandinfrastruktur i Koum, der ifølge HDI, er den lavest udviklede region i hele kloden.